# Tsarahonenana Sahanivotry
Tsarahonenana Sahanivotry – gmina na Madagaskarze, w regionie Vakinankaratra, w dystrykcie Antsirabe II. W 2001 roku zamieszkana była przez 14 295 osób. Siedzibę administracyjną stanowi miejscowość Tsarahonenana Sahanivotry.